# Arrondissement Bar-le-Duc
Arrondissement Bar-le-Duc je správní územní jednotka ležící v departementu Meuse a regionu Grand Est ve Francii. Člení se dále na 7 kantonů a 109 obcí.

## Kantony
od roku 2015:
- Ancerville
- Bar-le-Duc-1
- Bar-le-Duc-2
- Dieue-sur-Meuse (část)
- Ligny-en-Barrois (část)
- Revigny-sur-Ornain
- Vaucouleurs (část)

před rokem 2015:
- Ancerville
- Bar-le-Duc-Nord
- Bar-le-Duc-Sud
- Ligny-en-Barrois
- Montiers-sur-Saulx
- Revigny-sur-Ornain
- Seuil-d'Argonne
- Vaubecourt
- Vavincourt